# Уэно, Митияки
Митияки Уэно (яп. 上野通明; род. 21 ноября 1995, Асунсьон) — японский виолончелист.
Начал играть на виолончели в пятилетнем возрасте. В 2001 году переехал вместе с семьёй в Барселону, где продолжил занятия под руководством Иньяки Эчепаре. После возвращения в 2004 году в Японию учился в музыкальной школе Тохо Гакуэн у Хакуро Мори, в 2007 году дебютировал на концертной сцене. В 2009 году выиграл проходивший в Южной Корее Международный юношеский конкурс имени Чайковского. В 2014 году выиграл в Австрии Международный конкурс имени Иоганнеса Брамса. С 2015 года продолжил музыкальное образование в Дюссельдорфе в Высшей школе имени Роберта Шумана под руководством Питера Виспельвея.
В 2021 году получил первую премию на Международном конкурсе исполнителей в Женеве, исполнив в финале концерт для виолончели с оркестром Витольда Лютославского — по признанию самого музыканта, возможность сыграть это редко исполняемое произведение стала для него главным стимулом для участия в состязании. Возглавлявший конкурсное жюри Иван Монигетти отметил сильную индивидуальность японского исполнителя и свойственную ему полноту самоотдачи.